# Изоферменты
Изоферменты, или изоэнзимы, или изозимы —  различные изоформы или изотипы (т.к. различаются строением первичной структуры полипептидной цепи) одного и того же фермента (т.к. катализируют одну и ту же реакцию), существующие в одном организме, но, как правило, в разных его клетках, тканях или органах.
Частное определение изоферментов: кодирующиеся разными генами различные изоформы или изотипы одного и того же фермента, существующие в одном организме, им противопоставляются изоформы ферментов, кодируемые разными аллелями одного гена - аллоэнзимов (аллозимов).
Множественные формы ферментов, которые образуются в результате посттрансляционных модификаций или изменяют свою конформацию и свойства при взаимодействии с различными соединениями (т. н. конформеры), к изоферментам не относятся.

## Происхождение и эволюция
Изоферменты, как правило, высоко гомологичны (но никогда не идентичны, даже в случае максимально подобных друг другу аллоэнзимов) по аминокислотной последовательности  и/или подобны по пространственной конфигурации. Особенно консервативны в сохранении строения активные центры молекул изоферментов.  Во многих случаях изоферменты имеют общего эволюционного предка, являясь биохимическим выражением генетического полиморфизма  — например, образуясь в результате дупликации и дивергенции генов.

## Биологическое значение
Все изоферменты одного и того же фермента выполняют одну и ту же каталитическую функцию, но могут значительно различаться по степени каталитической активности, по особенностям регуляции, по используемому кофактору (НАДН или НАДФН для дегидрогеназ), по распределению в клетке (водорастворимые или связанные с мембраной). Эти различия обусловлены эволюционной приспособленностью разных изоферментов к функционированию в  различных условиях разных органов, тканей, клеток.
Распределение изоферментов в организме зависит от:
1. Различной организации метаболизма в разных органах. Изоферменты гликогенфосфорилазы  в скелетных мышцах и печени имеют разные особенности регуляции, что отражает разную роль расщепления гликогена в этих двух тканях.
2. Различных локализации и метаболической роли изоферментов в одной и той же клетке. Пример - изоферменты изоцитратдегидрогеназы в цитозоле и митохондриях.
3. Различных стадий развития в эмбриональных или фетальных тканях и в тканях взрослого человека. Например, печень плода имеет характерное изозимное распределение лактатдегидрогеназы, которое меняется по мере развития органа во взрослую форму. Некоторые ферменты катаболизма глюкозы в злокачественных (раковых) клетках встречаются в виде своих фетальных, а не взрослых изоферментов.
4. Различной реакции изоферментов на аллостерические модуляторы. Это различие полезно для тонкой настройки скорости метаболизма. Гексокиназа IV (глюкокиназа) из печени и изоферменты гексокиназы других тканей различаются по чувствительности к ингибированию глюкозо-6-фосфатом.[8]

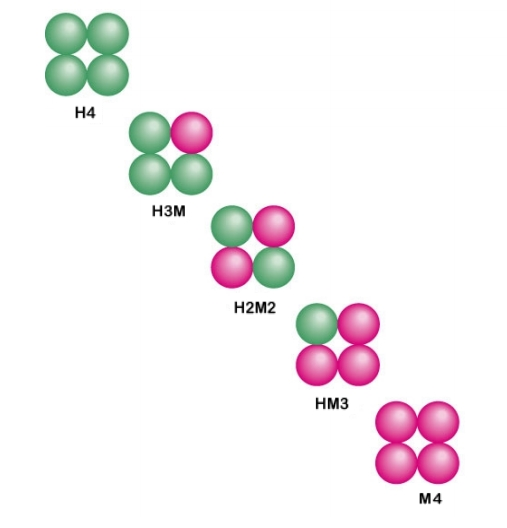
Изоферменты лактатдегидрогеназы включают 5 (2 гомо- и 3 гетеро-) тетрамерных форм, содержащих разное сочетание 2 типов полипептидов - М (мышечная форма) и Н (сердечная), кодирующихся разными генами.

## Практическое значение
Выявлять изоферменты можно с помощью методов хроматографии, электрофореза и иммунохимии.

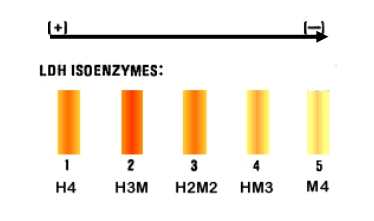
5 изоформ лактатдегидрогеназы имеют различную электрофоретическую подвижность,что позволяет их разделить электрофорезом.

- Определение внутриклеточных изоформ ферментов (в т.ч. изоферментов) в крови помогает диагностировать повреждение определённой ткани,[2] т.к. повышенное содержание этих ферментов в крови указывает на повышение проницаемости мембран клеток (из-за повреждения или даже некроза).[9]

| Фермент                              | Тканевая принадлежность                                     |
| ------------------------------------ | ----------------------------------------------------------- |
| аспартаттрансаминаза (АСТ)           | печень (цирроз), сердце (инфаркт)                           |
| щелочная фосфатаза (ЩФ)              | печень, желчевыводящие пути, кости (переломы, остеомаляция) |
| панкреатическая амилаза              | поджелудочная железа (панкреатит)                           |
| аланинаминотрансфераза (АЛТ)         | печень (цирроз, жировой гепатоз)                            |
| холинэстераза (ХЭ)                   | печень (цирроз, жировой гепатоз)                            |
| креатинкиназа (КК, изофермент КК-МВ) | сердце (инфаркт)                                            |
| глутаматдегидрогеназа (ГДГ)          | печень (некроз)                                             |
| γ-глутамилтрансфераза (ГГТ)          | печень (токсины, гепатит), желчевыводящие пути (холестаз)   |
| лактатдегидрогеназа (ЛДГ)            | печень, мышцы, сердце (инфаркт)                             |
| панкреатическая липаза (ПЛ)          | поджелудочная железа (панкреатит)                           |

- Ряд изоферментов используется для диагностики генетических аномалий[5] и отклонений в метаболизме индивида от нормы, т.к. один изофермент (аллофермент) соответствует одному гену (аллелю), можно генотипировать организмы, определяя, вырабатывают ли они те или иные изоферменты с различными свойствами, что применимо в популяционной и медицинской генетике. Удобство генотипирования с помощью изоферментов состоит в отсутствии необходимости  гибридологического анализа, что особенно важно при изучении генетики организмов с долгим ювенильным (дорепродуктивным) периодом онтогенеза.[10]

## Примеры изоферментов
1. Примером фермента, имеющего изоферменты, является гексокиназа, имеющая четыре изотипа, обозначаемых римскими цифрами от I до IV. При этом один из изотипов гексокиназы, а именно гексокиназа IV, экспрессируется почти исключительно в печени и обладает особыми физиологическими свойствами, в частности её активность не угнетается продуктом её реакции глюкозо-6-фосфатом.
2. Ещё одним примером фермента, имеющего изоферменты, является амилаза — панкреатическая амилаза отличается по аминокислотной последовательности и свойствам от амилазы слюнных желёз, кишечника и других органов. Это послужило основой для разработки и применения более надёжного метода диагностики острого панкреатита путём определения не общей амилазы плазмы крови, а именно панкреатической изоамилазы.
3. Креатинфосфокиназа (креатинкиназа): изотип этого фермента, экспрессируемый в сердце, отличается по аминокислотной последовательности от креатинфосфокиназы скелетных мышц. Это позволяет дифференцировать повреждения миокарда (например, при инфаркте миокарда) от других причин повышения активности КФК, определяя миокардиальный изотип КФК в крови.
4. Лактатдегидрогеназа (ЛДГ): повышение в крови концентрации изоформ, характерных для сердца (ЛДГ1 = H4, ЛДГ2  = H3M) — признак инфаркта миокарда, причём по этим концентрациям можно определить время и обширность произошедшего инфаркта. Одновременное с ЛДГ повышение концентрации в крови сердечной креатинкиназы — строгое доказательство недавнего инфаркта миокарда.[6]